# Kuniumi
Dans la mythologie japonaise, Kuniumi (国産み, litt. « naissance ou formation du pays ») est l'histoire traditionnelle et légendaire de l'émergence de l'archipel japonais, des îles, telle que racontée dans le Kojiki et le Nihon shoki. Selon cette légende, après la création du Ciel et de la Terre, les dieux Izanagi et Izanami ont été chargés de former une série d'îles qui deviendraient l'actuel Japon. Dans la mythologie japonaise, ces îles constituent le monde connu. La création du Japon est suivie de la création des dieux (Kamiumi).

## Histoire de la création

### Selon leKojiki

#### La légende

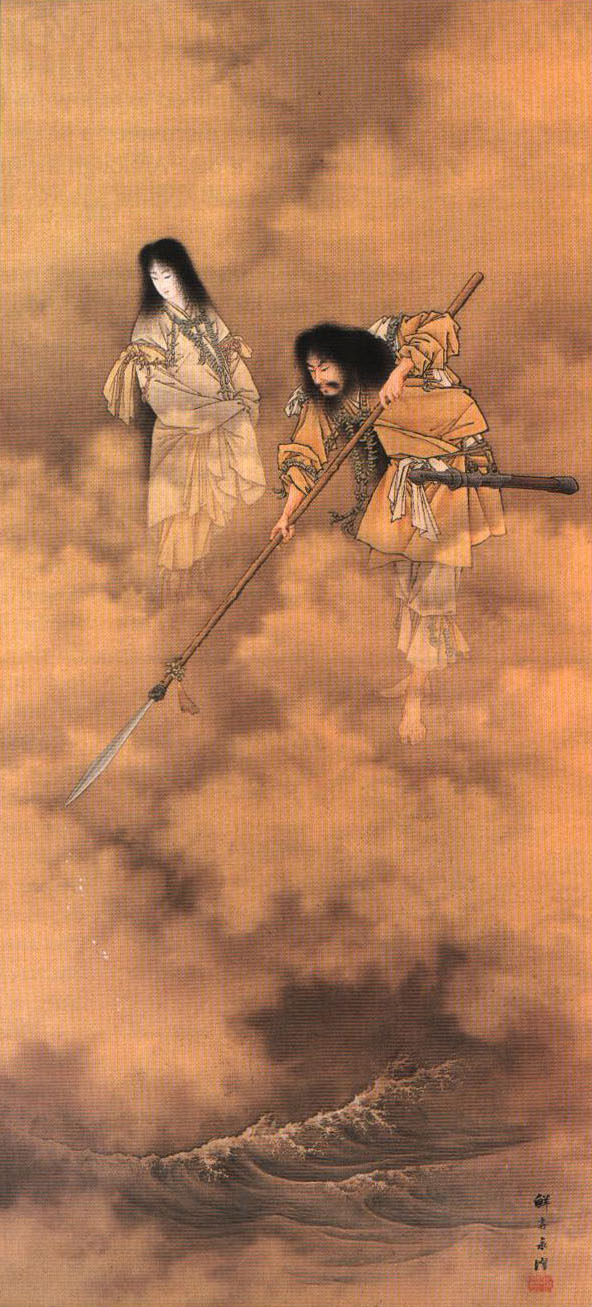
Izanami (à gauche) et Izanagi (à droite) consolidant la terre avec la lance Amenonuhoko. Peinture de Kobayashi Eitaku (c. 1885, ère Meiji).

Après la formation, le Paradis était au-dessus et la Terre était toujours une bouillie molle à la dérive. Les cinq premiers dieux nommés Kotoamatsukami (別天津神, litt. « kami distinctement célestes ») étaient des divinités solitaires sans sexe et ne se reproduisaient pas. Puis vint les Kamiyonanayo (神世七代, litt. Sept générations de l'Âge des dieux), composées de deux divinités solitaires suivies de cinq couples. Les dieux aînés déléguèrent le couple le plus jeune, Izanagi et Izanami, pour mener à bien leur vénérable mandat : descendre du ciel et donner une forme solide à la terre.
Ils s'acquittèrent de cette tâche à l'aide d'une lance recouverte de pierres précieuses, appelée Amenonuhoko (天沼矛, litt. « Lance céleste ornée de pierres précieuses »), qui leur fut donnée par les anciens. Debout au-dessus de l'Amenoukihashi (en) (litt. « Pont flottant du ciel »), ils ont baratté la masse chaotique avec la lance. Lorsque des gouttes d'eau salée tombèrent de la pointe, elles formèrent la première île, Onogoro. En formant cette île, les deux dieux descendirent du ciel et construisirent spontanément un pilier central appelée Ame-no-mihashira (天御柱, litt. « pilier céleste ») qui soutint la « salle de huit brasses » que les dieux firent ensuite apparaître,,.
Puis ils entamèrent une conversation pour s'enquérir de l'anatomie de l'autre, ce qui conduit à une décision mutuelle de s'accoupler et de se reproduire :

« Izanagi : « Comment votre corps a-t-il été fabriqué ? »
Izanami : « Mon corps est entièrement formé, à l'exception d'une partie qui n'a pas tout à fait grandi. »
Izanagi : « Mon corps est entièrement formé, sauf une partie qui a trop grandi. Si je place la partie de mon corps qui a trop grandi, et que je la branche dans la partie de ton corps qui n'a pas encore grandi, nous produirons des terres et des dominions. Que dites-vous de cela ? » »

Izanami accepta l'offre et Izanagi proposa que tous deux tournent autour de la colonne Amenomihashira dans des directions opposées, Izanami allant à droite et Izanagi à gauche, et qu'en se rencontrant ils aient des rapports sexuels (maguwai (麻具波比)). Cependant, lorsqu'ils se rencontrèrent de l'autre côté du pilier, Izanami fut la première à parler, disant : « Oh, tu es vraiment un beau et gentil jeune homme ! », ce à quoi Izanagi a répondu : « Oh, quelle belle et gentille jeune femme ! ». Izanagi réprimande alors Izanami en disant : « Il n'est pas correct que l'épouse parle en premier ».
Cependant, ils s'accouplèrent quand même et engendrèrent un enfant, Hiruko (蛭子, litt. « enfant sangsue »), qui fut placé dans un bateau de roseaux traîné par le courant. Ils donnèrent ensuite naissance à Awashima (淡島, litt. « île d'écume »). Ni Hiruko ni Awashima n'ont été considérés comme des enfants légitimes d'Izanagi et Izanami.
Izanagi et Izanami décidèrent de monter au ciel et de consulter les dieux primordiaux à Takama-ga-hara au sujet des enfants mal formés qui résultaient de leur union. Les dieux ont déterminé par divination que la femme qui avait parlé la première pendant la cérémonie en était la cause. Le couple retourna donc sur l'île d'Onogoro et répéta le rite en encerclant la colonne, en s'assurant seulement qu'Izanagi soit le premier à prendre la parole pour saluer. Une fois terminé, ils ont réussi l'union et des terres ont commencé à naître.

#### Naissance des îles

Les huit grandes îles créées par Izanagi et Izanami, selon la légende.

Selon la légende, la formation du Japon a commencé par la création de huit grandes îles par Izanagi et Izanami. Par ordre de naissance, ces îles sont les suivantes :
1. Awaji-no-ho-no-sawake-no-shima (淡道之穂之狭別島?) : aujourd'hui Awaji-shima ;
2. Iyo-no-futana-no-shima (伊予之二名島?) : aujourd'hui Shikoku. Cette île avait un corps et quatre visages. Les noms des visages sont les suivants :
  - Ehime (愛比売?) : aujourd'hui la province d'Iyo ;
  - Ihiyorihiko (飯依比古?) : aujourd'hui la province de Sanuki ;
  - Ohogetsuhime (大宣都比売?) : aujourd'hui la province d'Awa ;
  - Takeyoriwake (建依別?) : aujourd'hui la province de Tosa.
3. Oki-no-mitsugo-no-shima (隠伎之三子島?) : aujourd'hui les îles Oki.
4. Tsukushi-no-shima (筑紫島?) : aujourd'hui, Kyūshū. Cette île avait un corps et quatre visages. Les noms des visages sont les suivants :
  - Shirahiwake (白日別?) : aujourd'hui la province de Tsukushi ;
  - Toyohiwake (豊日別?) : aujourd'hui la province de Toyo (en) ;
  - Takehimukahitoyokujihinewake (建日向日豊久士比泥別?) : aujourd'hui la province de Hi (en) ;
  - Takehiwake (建日別?) : aujourd'hui la province de Kumaso[e].
5. Iki-no-shima (伊伎島?) : aujourd'hui l'île Iki.
6. Tsu-shima (津島?) : aujourd'hui, l'île Tsushima.
7. Sado-no-shima (佐度島?) : aujourd'hui, Sadoga-shima.
8. Ohoyamatotoyoakitsu-shima (大倭豊秋津島?) : aujourd'hui, Honshu.

Traditionnellement, ces îles sont connues sous le nom de Ōyashima (大八洲, litt. « huit grandes îles ») et constituent dans leur ensemble ce que l'on appelle actuellement le Japon. Dans le mythe, ni Hokkaidō ni Ryūkyū ne sont mentionnées car elles n'étaient pas connues des Japonais à l'époque de la compilation du Kojiki.
De plus, Izanagi et Izanami ont ensuite donné naissance à six autres îles.
1. Kibi-no-kojima (吉備児島?) : péninsule Kojima (ja), de la province de Kibi, aujourd'hui dans la préfecture d'Okayama ;
2. Azuki-jima (小豆島?) : île Shōdo ;
3. Oho-shima (大島?) : île Yashiro (ja) ;
4. Hime-jima (女島?) : île Hime ;
5. Chika-no-shima (知訶島?) : îles Gotō ;
6. Futago-no-shima (両児島?) : îles Danjo.

### Selon leNihon shoki
L'histoire du Nihon shoki ne diffère que par le fait qu'Izanagi et Izanami se sont portés volontaires pour consolider la terre. De plus, les deux divinités sont décrites comme « dieu du yang » (youshin (陽神, litt. « divinité masculine »)) et « déesse du yin » (inshin (陰神, litt. « divinité féminine »)) influencées par les idées du Yin et du yang. Le reste de l'histoire est identique, sauf que les autres dieux célestes (Kotoamatsukami) n'apparaissent pas, ni les six dernières petites îles mentionnées qui sont nées grâce à Izanagi et Izanami.